# Lepidiota townsvillensis
Lepidiota townsvillensis är en skalbaggsart som beskrevs av Blackburn 1912. Lepidiota townsvillensis ingår i släktet Lepidiota och familjen Melolonthidae. Inga underarter finns listade i Catalogue of Life.